# U 122 (U-Boot, 1918)
U 122  war ein diesel-elektrisches Minen-U-Boot der Klasse UE II der deutschen Kaiserlichen Marine, das im Ersten Weltkrieg zum Einsatz kam.

## Einsatz
U 122 wurde am 27. Mai 1916 in Auftrag gegeben, lief am 9. Dezember 1917 bei Blohm & Voss in Hamburg vom Stapel und wurde am 4. Mai 1918 in Dienst gestellt. Das Boot war der I. U-Flottille in Helgoland und Brunsbüttel zugeordnet. Erster und einziger Kommandant war Kapitänleutnant Alfred Korte.
U 122 führte während des Ersten Weltkriegs eine Unternehmung im östlichen Nordatlantik durch. Dabei versenkte es am 18. Oktober 1918 nordwestlich von Irland den isländischen Fischtrawler Njordur mit 278 BRT.

## Verbleib
Nach dem Waffenstillstand wurde U 122 am 26. November 1918 an das Vereinigte Königreich ausgeliefert. Bei der Überführungsfahrt zum Abwrackplatz strandete das Boot 1921 an der britischen Ostküste und wurde verschrottet.